# Astacus pachypus
Espèce
Statut de conservation UICN

 DD  : Données insuffisantes
L’écrevisse à grosses pattes ou écrevisse de la mer Caspienne dont le nom scientifique est Astacus pachypus vit dans l'eau saumâtre, acceptant une salinité atteignant 14/1000.
Elle est menacée par la pollution de l'eau dans la région de la mer Caspienne, mais faute de donnée, l'UICN ne lui a pas donné de statut.

## Synonymie
L'espèce a aussi pu porter les noms suivants (désuets)
- Astacus caspius Eichwald, 1841[5]
- Caspiastacus pachypus (Rathke, 1837)[5]
- Pontastacus pachypus (Rathke, 1837)[5]
- Potamobius pachypus (Rathke, 1837)[5]

## Aire de répartition
On la trouve normalement en Russie et Ukraine, dans la rivière Don et dans certaines parties de la Mer Noire et mer d'Azov mais ainsi que le long de la mer Caspienne (à l’exception du nord ) selon Holdichet al. (2006)  cité par MC Trouilhé (2006)

## Utilisations
Elle est utilisée comme ressource alimentaire. Comme Astacus leptodactylus et bien que jugée de faible intérêt astacicole, c'est une espèce qui a une grande valeur commerciale et économique. Au début du XXIe siècle, malgré un risque de régression ou disparition elle est toujours pêchée dans la nature plutôt qu'élevée en aquaculture.